# 無相念佛
無相念佛是指不借助語言文字、佛菩薩聖號或形象，而直接以憶念的方式來想念一尊佛菩薩。因念佛時無形無相，故名無相念佛。根據《二十世紀中國佛教》記載，佛教正覺同修會將無相念佛作爲其修證體系的重要行門。此念佛法門出自淨土五經之一的《楞嚴經》大勢至菩薩念佛圓通章：「譬如有人，一專為憶，一人專忘；如是二人若逢不逢，或見非見。二人相憶，二憶念深；如是乃至從生至生，同於形影，不相乖異。十方如來憐念眾生，如母憶子；若子逃逝，雖憶何為？子若憶母如母憶時，母子歷生不相違遠；若眾生心憶佛念佛，現前當來必定見佛，去佛不遠；不假方便，自得心開。」一些淨土宗大德也提倡此憶佛念佛之法門，如廣欽老和尚的念佛方式便是「心想憶念阿彌陀佛」、淨空法師勸母親念佛往生極樂：「我勸她（即法師的母親）：『你從今以后，把想我的念頭改爲想阿彌陀佛，你到西方極樂世界去了，我也到西方極樂世界去了，將來就能天天見面了。』」等。

## 持名念佛的三個階段
將佛號大聲從口中唸出稱為持名念佛，依照心念的轉折一般可以分成三階段。

### 初生念
憶佛念剛升起，知道在憶佛，但尚無語言文字。無相念佛的境界就是在此階段。

### 清晰念
心中已經形成清晰的語言文字佛號，但是不形成聲音從口中唸出。佛號心念心聽的境界就是在此階段。

### 出聲唸佛
將已經在心中形成的佛號，以控制吐氣、嘴形及舌頭形狀位置的方式出聲唸出。持名念佛的境界就是這個階段。

## 修練方法

### 選定佛菩薩
修練之前先選一尊和自己較相應的佛菩薩，本師釋迦牟尼佛、阿彌陀佛、觀世音菩薩等都可以，只要較容易和自己相應。

### 體驗無相念
實際體驗大勢至菩薩念佛圓通章內容中的「如母憶子」境界，如心中升起清晰的語言、文字或形像，就把這些境界捨棄，念頭放淡，往前推到前述「初生念」的境界；如心中因為散漫而掉落其他雜念或無念的境界，就攝心再提起憶佛念。如此反覆念太清晰就放淡，念掉就提起，就能體驗無相念的境界並逐漸養成習慣，一提念就進入此境界。